# Résultat financier
Pour un article plus général, voir Soldes intermédiaires de gestion.
 (mars 2023).
Si vous disposez d'ouvrages ou d'articles de référence ou si vous connaissez des sites web de qualité traitant du thème abordé ici, merci de compléter l'article en donnant les références utiles à sa vérifiabilité et en les liant à la section « Notes et références ».
Le résultat financier est une notion de la comptabilité continentale. Il exprime le résultat réalisé par une entreprise en raison de sa situation financière et des choix qu'elle a effectués en matière de financement. Il ne prend en compte que les produits et charges financiers.

## Calcul
Ce résultat est calculé à partir des produits financiers desquels sont soustraites les charges financières. En France, le calcul est effectué selon les libellés suivants :
```
Produits
 Produits financiers de participation
 + Produits des autres valeurs mobilières et créances de l'actif immobilisé
 + Autres intérêts et produits assimilés
 + Reprises sur provisions financières
 + Différences positives de change
 + Produits nets sur cessions de valeurs mobilières de placement
= Total des produits financiers
```

```
Charges
 Dotations financières aux amortissements et provisions
 + Intérêts et charges assimilées
 + Différences négatives de change
 + Charges nettes sur cessions de valeurs mobilières de placement
= Total des charges financières
```

Produits - charges = Résultat financier